# Sanchez (cantor)
Kevin Anthony Jackson (30 de novembro de 1964), mais conhecido por seus nomes artísticos Sanchez e Sanchez D, é um cantor, compositor e produtor musical jamaicano de reggae. Desde quando começou sua carreira musical em 1987, Sanchez produziu uma série de hits incluindo "One in a Million", "Fall in Love", "Missing You", "I Care for You" e "Never Dis Di Man".

## Biografia
Nascido em Kingston, Jamaica, Jackson cresceu nas regiões de Stony Hill e Waterford. Ele recebeu o apelido de 'Sanchez' devido às suas habilidades no futebol — uma referência ao futebolista homônimo. Ele cantou desde criança no coral da Rehoboth Apostolic Church na paróquia de Saint Catherine. Após trabalhar com diversos sistemas de som de Kingston, primeiro como seletor do sistema de som Rambo Mango, ele começou a gravar e teve seu primeiro sucesso com "Lady in Red", gravada pelo produtor Red Man em 1987. Em 1988 ele já era um dos cantores mais populares da Jamaica, e na sua apresentação no Reggae Sunsplash daquele ano a plateia pediu bis seis vezes. Ele teve outros sucessos com "Loneliness Leave Me Alone", produzida por Winston Riley, e com sua versão de "Baby Can I Hold You" de Tracy Chapman, que foi incluída no álbum Number One produzido por Phillip "Fatis" Burrell em 1989. Desde então trabalhou com vários dos principais produtores jamaicanos, incluindo King Jammy, Bobby Digital e Donovan Germain.

## Discografia
- The Sweetest Girl (1988), Dennis Star
- Wild Sanchez (1988), Greensleeves
- Loneliness (1988), Techniques
- Sanchez (1988), Vena
- Number One (1989), RAS
- Falling In Love (1989), Dennis Star
- Number One Dub (1990), ROIR
- In Fine Style (1990), Exterminator
- I Can't Wait (1991), Jet Star
- The One For Me (1992), VP
- Bring Back The Love (1992), World
- Tell It Like It Is (1992), VP
- Boom Boom Bye Bye (1993), Greensleeves
- My Sound (1993), Sonic Sounds
- Just Sanchez (1993), Overheat
- Can We Talk (1994), Greensleeves
- Missing You (1994), VP
- Here I Am (1995), VP
- Praise Him (1995), VP
- Brown Eye Girl (1995), John John
- Forever (1995), Exterminator
- The Golden Voice Of Reggae (1997), World
- Who Is This Man (1999), VP
- True Identity (1999), VP
- Perilous Time (1999), Artists Only!
- Simply Being Me (2000), VP
- Songs From The Heart (2000), Artists Only!
- Stays on My Mind (2002), VP
- No More Heartaches (2003), VP
- He's Got The Power (2003), VP
- Love and Forever (2010), VP
- Love You More (2011), VP
- Beware (2016), John John